# کلک‌امجدی
کلگ امجدی، کل در زبان کوردی به معنی کوچه و پسوند گاف برای کوچک بودن یک جیز به کار برده میشو معنی کلگ یعنی کوچه کوچک روستایی از توابع بخش مرکزی شهرستان سنقر در استان کرمانشاه ایران است.
گلگ امجدی از آب و هوای خوبی برخوردار است مزارع و مراتع این روستا به دو بخش اصلی و چند بخش کوچک تقسیم میشوند
```
مزارع بزرگ روستا = شاه جوب (شا جو ) یکی از قسمت های بزگ مزارع روستا را در بر میگیر 
```

علت نام گذاری به شاه جوب به خاطر وجود جوی ابی است که مزارع این قسمت از روستا را سیر آب میکند که سر چشمه این جوی در زمین های روستای گردکانه علیا قرار دارد
بی آخ (بیاخ) قسمت عمده دیگر زمین های کشاورزی روستا در این مرتع قرار دارد که زمین های آن بسیار غنی بوده و بدونه هیچ دردسری بهترین محصول از آن برداشت می شود .
مراتع کوچک = ثم دل دل + بر آوای + بان پایزاوا + کُنا چالکه + بان آسیاو جو 
روستا های هم جوار= کلگ امجدی از غرب به روستای پاییز آباد و مرزبان و از شرق به گردکانه سفلی و از شمال به گردکانه علیا و از جنوب به آسیاب جوب فرمان فرما و اسلامیه متصل میشود .

متاسفانه در این روستا هیچ گونه احساس مسئولیت و از خود گذشتگی وجود ندارد به خلاف روستاهای هم جوار همانند پاییز آباد و گردکانه علیا
```
طرح هادی روستا با چندین سال تأخیر هم اکنو به کندی در حال اجرا می باشد 
```

الگو:امید است این نوشته ها تلنگری باشد برای مسئولین عزیز و بزرگان و بزرگ نمایان روستا

## جمعیت
این روستا در دهستان گاورود قرار دارد و براساس سرشماری مرکز آمار ایران در سال ۱۳۸۵، جمعیت آن ۶۱۸ نفر (۱۴۳خانوار) بوده‌است.